# Typhus félin
Pour les articles homonymes, voir FPV.
Le typhus félin, aussi appelé panleucopénie féline, est une maladie infectieuse du chat particulièrement contagieuse et potentiellement mortelle provoquée par un parvovirus, qui affecte également les ratons-laveurs et les visons.
Le mot typhus vient du grec tuphos, qui signifie stupeur extrême, prostration.

## Épidémiologie
Les chatons sont les plus susceptibles de contracter le typhus félin. La mortalité atteint ainsi 90 % chez les jeunes chats. Les lieux avec de fortes populations de chats (élevages, refuges) sont également plus susceptibles de voir la maladie se déclarer.
La maladie peut affecter le fœtus d'une chatte gestante et avoir comme conséquences une ataxie cérébrale ou bien la mort du petit.
Le virus se transmet par voie oro-nasale et fécale de manière indirecte. Le virus est également très résistant à plusieurs désinfectants. Un environnement contaminé par un individu peut ainsi le rester pendant plusieurs mois.

## Physiopathologie
Le typhus félin est provoqué par un virus de type parvovirus non enveloppé à ADN simple brin, qui est particulièrement résistant dans l'environnement. 
Le typhus provoque une infection systémique. Le virus utilise la machinerie cellulaire afin de se répliquer dans l'organisme. En s'attaquant aux tissus lymphoïdes, le virus détruit les lymphocytes et ainsi engendrer une immunosuppression. Le virus peut provoquer une entérite en attaquant les cellules intestinales des cryptes de Lieberkühn, générant des diarrhées. En pénétrant la moelle osseuse, une neutropénie peut survenir. 

## Diagnostic
Les antigènes viraux du typhus félin peuvent être détectés à partir des fèces par un test d'agglutination ou bien par immunochromatographie. Un test PCR réalisé en laboratoire à partir d'un échantillon de fèces ou de sang entier peut également être employé.

### Symptômes
Cette maladie se caractérise par une gastro-entérite accompagnée d'un état de tuphos (profond abattement), et d'une panleucopénie (diminution de tous les leucocytes), d'où son synonyme de panleucopénie féline.
Les symptômes suivants peuvent être observés :
- anorexie
- perte d'appétit
- douleurs abdominales
- déshydratation[1]
- diarrhée[1]
- vomissements[1]

## Traitement
L'animal doit tout d'abord être isolé en raison de sa contagiosité importante. Le traitement consiste surtout en un traitement de soutien : maintien de l'hydratation (perfusion), de l'équilibre acido-basique de l'organisme, antibiotique à large spectre pour éviter toute septicémie. En cas de vomissements, un antiémétique est administré afin de permettre à l'animal de s'alimenter. Il est possible de lui donner un aliment hautement digestible associé à des vitamines. 

## Prévention
La vaccination contre le typhus félin est recommandé pour tous les chats, y compris les ceux qui n'ont pas accès à l'extérieur car ils peuvent également être contaminés par le virus.
Le chaton est normalement protégé par les anticorps maternels pendant 6 à 8 semaines après sa naissance. Par la suite, le centre européen des maladies félines (Advisory Board on Cat Diseases) recommande de les vacciner entre 8 et 9 semaines, puis d'effectuer un rappel 3 à 4 semaines plus tard, à un minimum 12 semaines d'âge.